# Kajakarstwo na Letnich Igrzyskach Olimpijskich 2008
Kajakarstwo na XXIX Letnich Igrzyskach Olimpijskich w Pekinie rozgrywane było od 11 do 23 sierpnia. Zawody odbyły się w Parku Olimpijskim Shunyi.

## Konkurencje

### Kajakarstwo górskie
Kobiety
- K-1

Mężczyźni
- K-1
- C-1
- C-2

### Kajakarstwo klasyczne
Kobiety
- K-1 500 m
- K-2 500 m
- K-4 500 m

Mężczyźni
- K-1 500 m
- K-1 1000 m
- K-2 500 m
- K-2 1000 m
- K-4 1000 m
- C-1 500 m
- C-1 1000 m
- C-2 500 m
- C-2 1000 m

## Polacy
Wśród 82 kajakarzy górskich (21 kobiet i 61 mężczyzn) znaleźli się również reprezentacji Polski.
Kobiety
- Agnieszka Stanuch – K-1

Mężczyźni
- Krzysztof Bieryt – C-1
- Marcin Pochwała – C-2
- Dariusz Popiela – K-1
- Paweł Sarna – C-2

Wśród 246 kajakarzy klasycznych (74 kobiet i 172 mężczyzn) znaleźli się również reprezentacji Polski.
Kobiety
- Małgorzata Chojnacka – K-2 500 m, K-4 200 m
- Edyta Dzieniszewska – K-2 500 m, K-4 200 m
- Aneta Konieczna – K-2 500 m, K-4 500 m
- Dorota Kuczkowska – K-1 500 m, K-4 500 m
- Beata Mikołajczyk – K-2 500 m, K-4 500 m

Mężczyźni
- Paweł Baraszkiewicz – C-1 500 m, C-2 1000 m
- Paweł Baumann – K-4 1000 m
- Marcin Grzybowski – C-1 1000 m
- Daniel Jędraszko – C-2 500 m
- Mariusz Kujawski – K-2 1000 m
- Tomasz Mendelski – K-4 1000 m
- Roman Rynkiewicz – C-2 500 m
- Adam Seroczyński – K-2 1000 m
- Marek Twardowski – K-1 500 m, K-4 1000 m
- Wojciech Tyszyński – C-2 1000 m
- Adam Wysocki – K-4 1000 m

## Medaliści

### Kajakarstwo górskie
| Konkurencja  | Złoto                                 | Srebro                        | Brąz                               |
| K-1 kobiet   | Elena Kaliská                         | Jacqueline Lawrence           | Violetta Oblinger-Peters           |
| K-1 mężczyzn | Alexander Grimm                       | Fabien Lefèvre                | Benjamin Boukpeti                  |
| C-1 mężczyzn | Michal Martikán                       | David Florence                | Robin Bell                         |
| C-2 mężczyzn | Pavol Hochschorner Peter Hochschorner | Ondřej Štěpánek Jaroslav Volf | Dmitrij Łarionow Michaił Kuzniecow |

### Kajakarstwo klasyczne

#### Kobiety
| Konkurencja | Złoto                                                                      | Srebro                                                          | Brąz                                                              |
| K-1 500 m   | Inna Osypenko-Radomska                                                     | Josefa Idem                                                     | Katrin Wagner-Augustin                                            |
| K-2 500 m   | Katalin Kovács Natasa Janics                                               | Aneta Konieczna Beata Mikołajczyk                               | Marie Delattre Anne-Laure Viard                                   |
| K-4 500 m   | Niemcy Fanny Fischer Nicole Reinhardt Katrin Wagner-Augustin Conny Waßmuth | Węgry Katalin Kovács Gabriella Szabó Danuta Kozák Natasa Janics | Australia Lisa Oldenhof Hannah Davis Chantal Meek Lyndsie Fogarty |

#### Mężczyźni
| Konkurencja | Złoto                                                                           | Srebro                                                              | Brąz                                                                  |
| K-1 500 m   | Ken Wallace                                                                     | Adam van Koeverden                                                  | Tim Brabants                                                          |
| K-1 1000 m  | Tim Brabants                                                                    | Eirik Verås Larsen                                                  | Ken Wallace                                                           |
| K-2 500 m   | Saúl Craviotto Carlos Pérez                                                     | Ronald Rauhe Tim Wieskötter                                         | Raman Piatruszenka Wadzim Machnieu                                    |
| K-2 1000 m  | Martin Hollstein Andreas Ihle                                                   | Kim Wraae Knudsen René Holten Poulsen                               | Andrea Facchin Antonio Scaduto                                        |
| K-4 1000 m  | Białoruś Raman Piatruszenka Alaksiej Abałmasau Artur Litwinczuk Wadzim Machnieu | Słowacja Richard Riszdorfer Michal Riszdorfer Erik Vlček Juraj Tarr | Niemcy Lutz Altepost Norman Bröckl Torsten Eckbrett Björn Goldschmidt |
| C-1 500 m   | Maksim Opalew                                                                   | David Cal                                                           | Jurij Czeban                                                          |
| C-1 1000 m  | Attila Vajda                                                                    | David Cal                                                           | Thomas Hall                                                           |
| C-2 500 m   | Meng Guanliang Yang Wenjun                                                      | Siergiej Ulegin Aleksandr Kostogłod                                 | Christian Gille Tomasz Wylenzek                                       |
| C-2 1000 m  | Andrej Bahdanowicz Alaksandr Bahdanowicz                                        | Christian Gille Tomasz Wylenzek                                     | György Kozmann Tamás Kiss                                             |